# Zegama
Zegama (spanisch Cegama) ist eine Gemeinde (Municipio) in der Provinz Gipuzkoa im spanischen Baskenland. Sie hat 1.541 Einwohner (Stand: 2024). 

## Geografie
Zegama liegt etwa 65 Kilometer südöstlich von Bilbao und 58 Kilometer südwestlich von der Provinzhauptstadt Donostia-San Sebastián in einer Höhe von ca. 295 m. Hier entspringt der Oria. Durch die Gemeinde führt die sog. Tunnel Route des Jakobswegs.

## Bevölkerungsentwicklung
| 1900 | 1950 | 1970 | 1981 | 1991 | 2001 | 2011 | 2021 |
| ---- | ---- | ---- | ---- | ---- | ---- | ---- | ---- |
| 2055 | 1857 | 1752 | 1540 | 1399 | 1293 | 1553 | 1550 |

## Sehenswürdigkeiten
- Megalith-Stätte Artz-Altsasu
- Martinskirche
- Bartholomäuskapelle
- Peterskapelle
- Adrianskapelle
- Kreuzkapelle
- Heilig-Geist-Kapelle
- Mausoleum des Tomás Zumalacárregui
- Rathaus

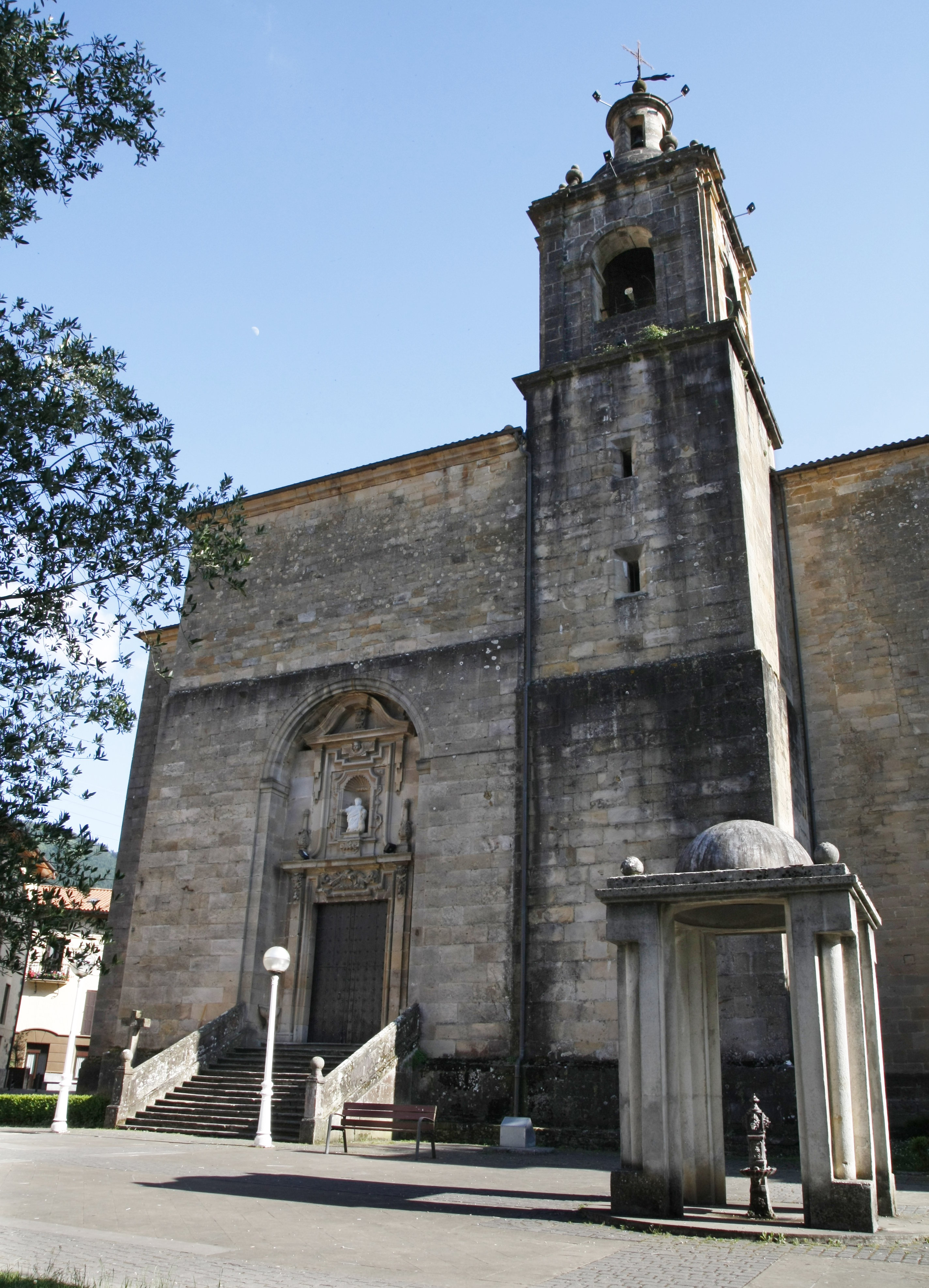
Martinskirche
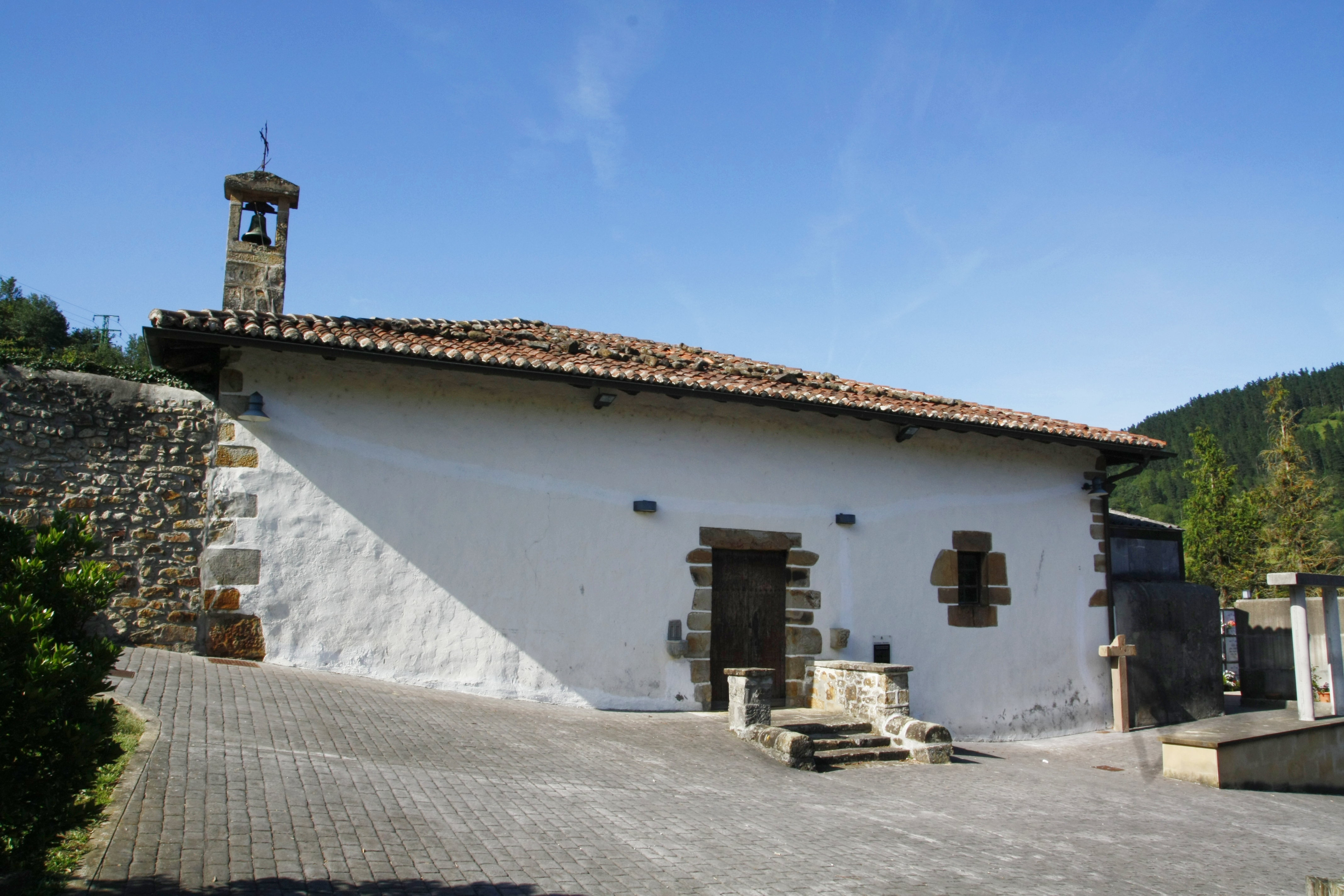
Bartholomäuskapelle
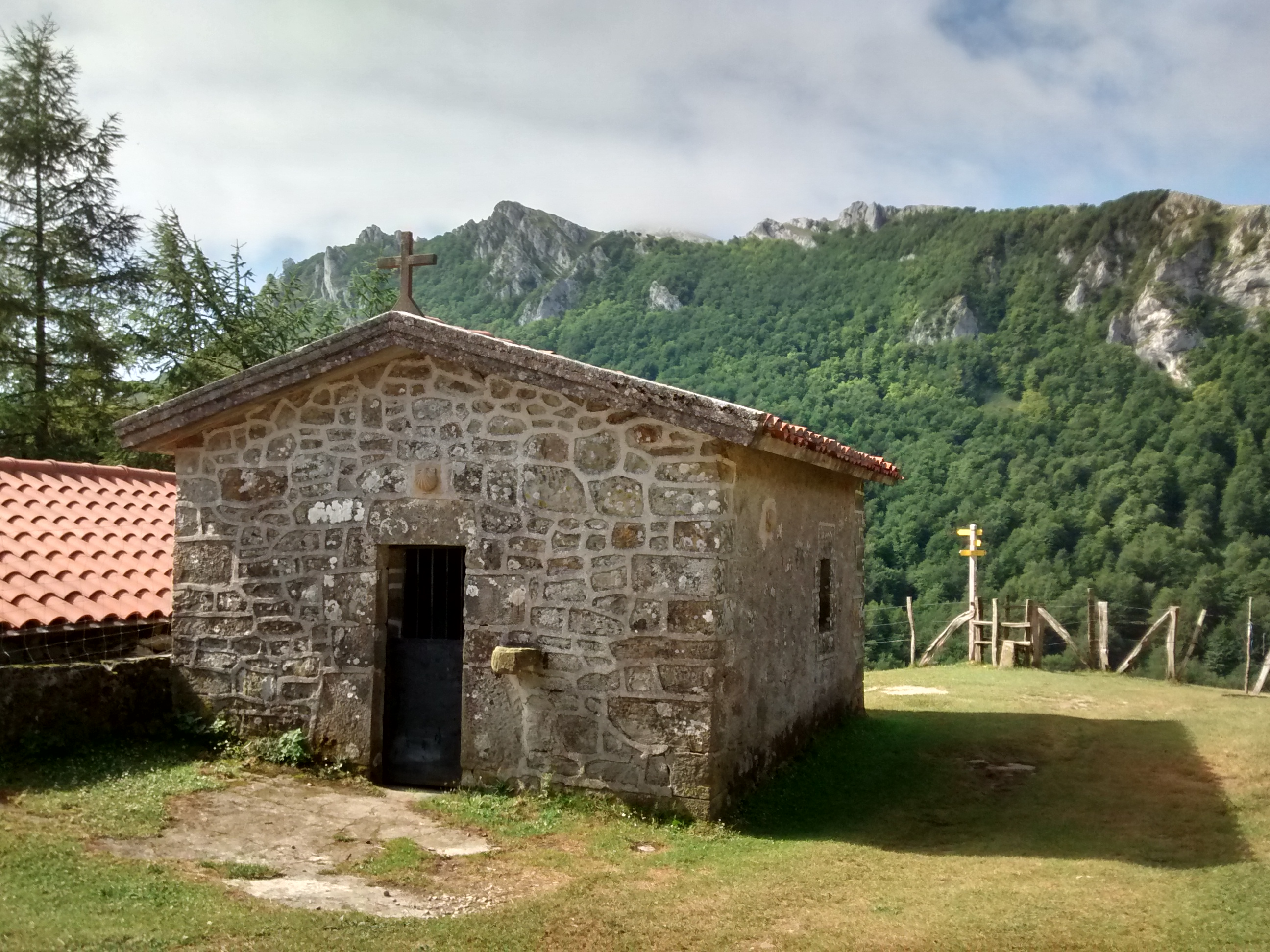
Heilig-Geist-Kapelle
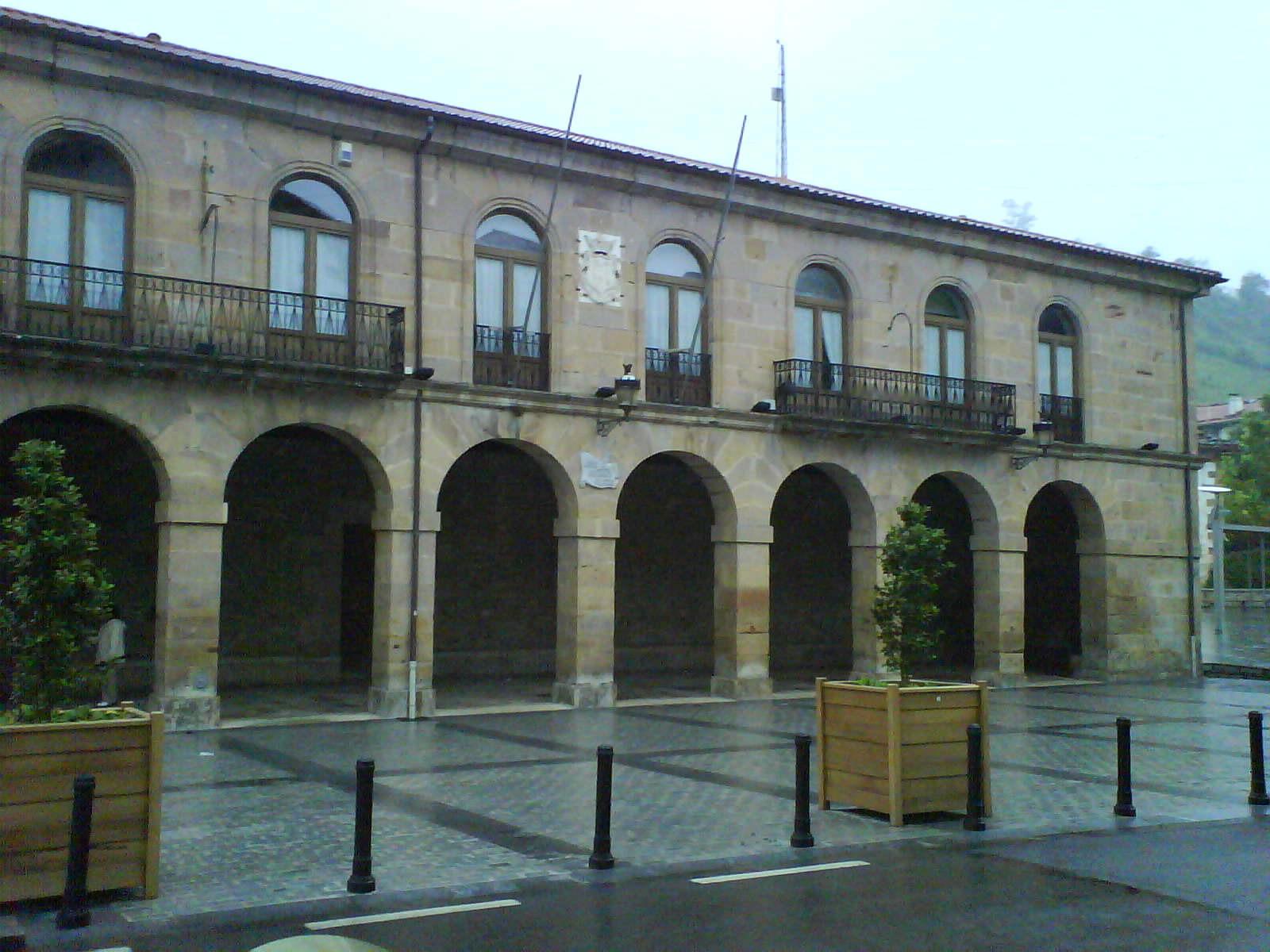
Rathaus

## Persönlichkeiten
- Tomás de Zumalacárregui (1788–1835), General, Carlist, hier gestorben
- Joxe Azurmendi (1941–2025), Schriftsteller und Philosoph
- Joxantonio Ormazabal (1948–2010), Kinderbuchautor

## Gemeindepartnerschaft
Mit der spanischen Gemeinde Sant Sadurní d’Anoia in der Provinz Barcelona (Katalonien) besteht eine Partnerschaft.